# Братеевская улица
Брате́евская у́лица (название с 1985 года) — улица в Южном административном округе города Москвы на территории района Братеево. Нумерация домов начинается от Бесединского шоссе.

## Расположение
Начинается от Бесединского шоссе, идёт на северо-восток. Пересекает Ключевую улицу; идёт далее, делает изгиб, меняя направление на северо-западное, в этом месте к ней примыкает Паромная улица. Меняет вновь направление на северо-восточное, продолжается далее и заканчивается переходом в Алма-Атинскую улицу.
Участок Братеевской улицы от пересечения с Паромной улицей до пересечения с Алма-Атинской улицей с 1 декабря 2016 года становится дополнительной территориальной зоной организации платных городских парковок в границах города Москвы.

## Происхождение названия
Названа в 1985 году по бывшему селу Братеево, которое располагалось здесь ранее.

## Примечательные здания и сооружения

### по нечётной стороне
- Дом 21, корпус 3 — жилой 25-этажный дом.
- Дом 21, корпус 4 — жилой 25-этажный дом.
- Дом 21, корпус 5 — жилой 19-этажный дом.
- Дом 23, корпус 2 — детский сад № 1612.
- Дом 23, корпус 3 — детский сад № 1577.
- Дом 23, корпус 4 — школа № 1997.
- Дом 25 — супермаркет «Пятёрочка».
- Дом 25, корпус 2 — ЮАО Братеево, Инженерная служба ОДС-120.
- Дом 29/16 — жилой дом, супермаркет «Атак».
- Дом 31/11 — жилой дом.
- Дом 35, корпус 1 — детский сад № 1663.
- Дом 35, корпус 2 — детский сад № 858.
- Дом 35, корпус 3 — супермаркет «Пятёрочка».

### по чётной стороне
- Дом 4, корпус 1 — «Народный гараж» (не построен).
- Дом 8, корпус 2 — школа № 1034.
- Дом 10, корпус 2 — детский сад № 2356.
- Дом 10, корпус 3 — детский сад № 1577.
- Дом 16, корпус 1 — жилой дом, супермаркет «Виктория».
- Дом 16, корпус 3 — ДК «Братеево».
- Дом 16, корпус 5 — детский сад № 2365.
- Дом 18 — школа № 1037.
- Дом 20, корпус 1 — АЗС «Лукойл».

## Транспорт

### Метрополитен
К Братеевской улице выходит северный выход станции Замоскворецкой линии метро «Алма-Атинская», которая открылась 24 декабря 2012 года.
Также от начала Братеевской улицы можно добраться до станции Люблинско-Дмитровской линии метро «Борисово».

### Автобусные маршруты
- 708: «Южные ворота» — станция метро «Алма-Атинская» — станция метро «Марьино» — станция метро «Люблино».
- 710: Управление соцзащиты Братеево — станция метро «Алма-Атинская» — станция метро «Марьино» — станция метро «Братиславская» — «Мега Белая Дача».
- с797: Улица Головачёва — станция метро «Марьино» — станция метро «Алма-Атинская» — «Братеевская пойма»
- с827: Ключевая улица, дом 24 — станция метро «Алма-Атинская» — станция метро «Борисово» — платформа Москворечье — Ереванская улица (только по будним дням).
- 838: Станция метро «Алма-Атинская» — платформа Москворечье — станция метро «Каширская».
- 864: Ключевая улица, дом 24 — станция метро «Алма-Атинская» — станция метро «Борисово».
- 887: Ключевая улица, дом 24 — станция метро «Алма-Атинская» — станция метро «Шипиловская» — станция метро «Домодедовская» — Тамбовская улица.
- 1063 (областной): Станция метро «Алма-Атинская» — город Дзержинский.